# Hålsjön (Ornö socken, Södermanland)
Hålsjön är en sjö i Haninge kommun i Södermanland och ingår i Tyresån-Trosaåns kustområde. Sjön har en area på 0,12 kvadratkilometer och ligger 9,4 meter över havet.

## Delavrinningsområde
Hålsjön ingår i det delavrinningsområde (654982-164788) som SMHI kallar för Rinner till Mysingen. Medelhöjden är 19 meter över havet och ytan är 12,32 kvadratkilometer. Det finns inga avrinningsområden uppströms utan avrinningsområdet är högsta punkten. Avrinningsområdets utflöde mynnar i havet, utan att ha någon enskild mynningsplats.